# 長野県道322号白馬岳線

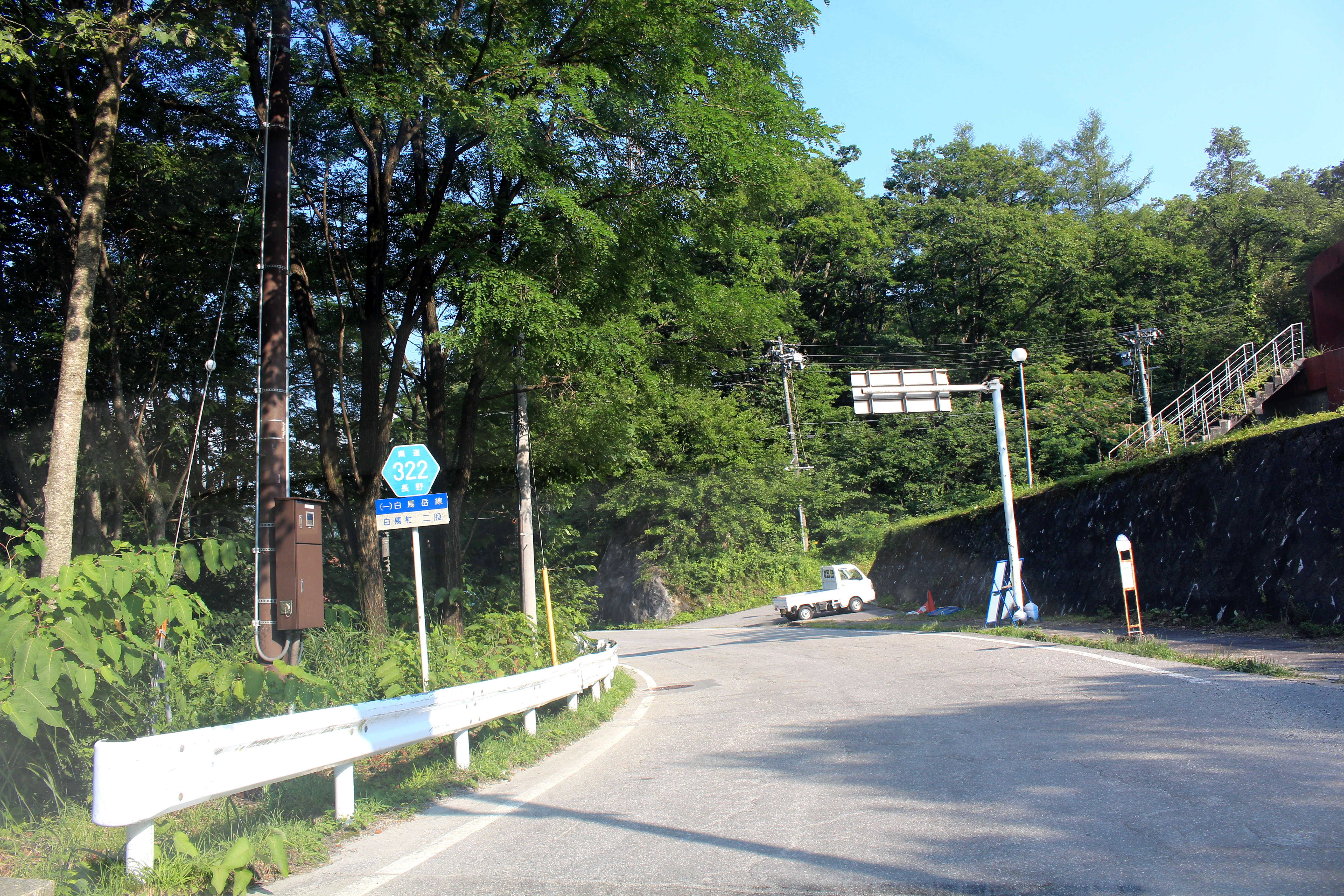
白馬駅と白馬岳登山口の猿倉とを結ぶ長野県道322号白馬岳線（長野県北安曇郡白馬村二股）、登山シーズン中はアルピコ交通猿倉線の路線バスが運行されている。

長野県道322号白馬岳線（ながのけんどう322ごう はくばだけせん）は、白馬岳山頂から長野県北安曇郡白馬村の白馬駅前を結ぶ一般県道。起点から猿倉間は登山道となっており、車両は猿倉（白馬岳登山口）から終点までしか走行出来ない。山岳名としての「白馬岳」は「しろうまだけ」が国土地理院での名称であるが、路線名としては「はくばだけ」という地元での呼び名が用いられ、長野県の道路現況では「は」の欄に分類されている。

## 概要

### 路線データ
- 起点：白馬岳山頂

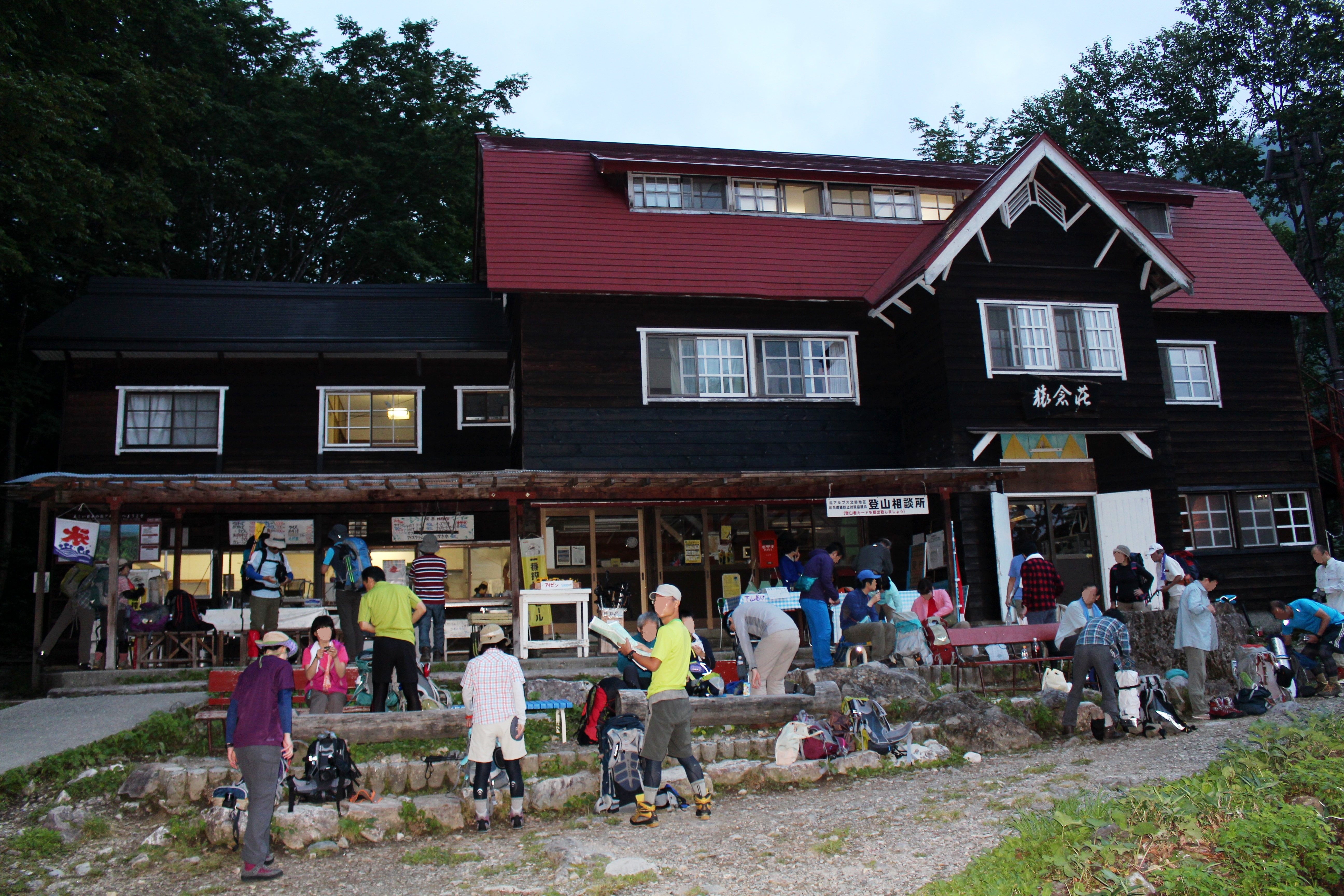
車道起点の猿倉にある山小屋の「村営猿倉荘」

- 車道起点：長野県北安曇郡白馬村大字北城字猿倉（白馬岳登山口）
- 終点：長野県北安曇郡白馬村（白馬駅前交差点、国道148号交点）

## 接続・交差する道路
- 国道148号（終点）